# Київ (Північна Дакота)
Кіф (англ. Kief) — місто (англ. city) в США, в окрузі Макгенрі штату Північна Дакота. Населення — 8 осіб (2020). Містечко є частиною міста Майнот. Кіф був заснований українськими поселенцями в 1906 році. Містечко практично перебуває у покинутому стані та руїнах.

## Історія
Кіф був заснований в 1908 році як станція вздовж залізничної лінії Со-Лінія. Місто було названо українськими поселенцями в честь міста Київ в Україні. Кієф був традиційним правописом для Києва в той час. Поштове відділення було створено в 1909 році,
а пізніше місто було засновано як село в 1916 році. Воно досягло найбільшої кількості населення у 1920 році — 307 жителів. Кіф став містом у 1967 році, після того, як Північна Дакота прийняла законодавство, яке скасувало всі існуючі назви для реєстрації міста та села у штаті.

## Географія
Кіф розташований приблизно за 8 миль (13 км.) на північний захід від міста Дрейк у штаті Північна Дакота.
Кіф розташований за координатами 47°51′32″ пн. ш. 100°30′51″ зх. д. / 47.85889° пн. ш. 100.51417° зх. д. (47.858986, -100.514172).  За даними Бюро перепису населення США в 2010 році місто мало площу 3,21 км², з яких 3,16 км² — суходіл та 0,05 км² — водойми.

## Демографія

### Перепис 2010
Згідно з переписом 2010 року, у місті мешкало 13 осіб у 8 домогосподарствах у складі 4 родин. Густота населення становила 4 особи/км².  Було 12 помешкання (4/км²).
Расовий склад населення:
| - 100,0 % — білих |

До двох чи більше рас належало 0,0 %. Частка іспаномовних становила 0,0 % від усіх жителів.
За віковим діапазоном населення розподілялося таким чином: 7,7 % — особи молодші 18 років, 69,2 % — особи у віці 18—64 років, 23,1 % — особи у віці 65 років та старші. Медіана віку мешканця становила 55,8 року. На 100 осіб жіночої статі у місті припадало 116,7 чоловіків;  на 100 жінок у віці від 18 років та старших — 140,0 чоловіків також старших 18 років.
Цивільне працевлаштоване населення становило 8 осіб. Основні галузі зайнятості: транспорт — 62,5 %, освіта, охорона здоров'я та соціальна допомога — 25,0 %, роздрібна торгівля — 12,5 %.

### Перепис 2000
Згідно з переписом 2000 року, у місті проживало також 13 чоловік, 8 родин і 3 сім'ї.  Густота населення складала 10,7 чоловік на квадратну милю (4.1/км²). В місті було 18 одиниць житла при середній щільності 14.8 квадратних милі (5.7/км²). 
Проживало 8 сімей, з яких тільки дві родини (25.0 %) мали дітей у віці до 18 років, які проживають з ними, 12.5 % були подружніми парами, які живуть разом, 12.5 % сімейних жінок проживали без чоловіків, а 62,5 % не мали сімей. 62.5 % всіх домогосподарств складаються з окремих осіб і 37,5 %, які були у віці 65 років або старше. Середній розмір домогосподарства був 1.63, а середній розмір родини становив 2,67 людини.
Найбільша група населення в місті становила у віці від 25 до 44 років — 38.5 %. Осіб у віці 65 років і старше  було 30.8 % населення. Також у віці до 18 років було 23,1 %. від 45 до 64 років — 7,7 % населення. Середній вік становив 42 роки.
Середній дохід на одне домашнє господарство в місті склав $6,875, а середній дохід на одну сім'ю — $12,500. Не було цілорічних робітників у місті, хоча 77,8 % населення отримують доходи від соціального забезпечення. Коли соціальне забезпечення виключено, 66,7 % населення повідомляють про певний тип заробітку. Дохід на душу населення в місті склав $6,467. Там були 50.0 % сімей, що живуть нижче межі бідності і 75,0 % населення. 100.0 % з тих хто був у віці 65 років і старші були за межею бідності.

## Фото
- http://ghostsofnorthdakota.wordpress.com/2010/05/18/kief-nd/